# Комиссия Таможенного союза
Комиссия Таможенного союза — единый постоянно действовавший в 2007—2012 годах регулирующий орган Таможенного союза ЕврАзЭС.
Комиссия была учреждена Республикой Беларусь, Республикой Казахстан и Российской Федерацией в соответствии с договором о создании единой таможенной территории и формировании Таможенного союза от 6 октября 2007 года.
В функции Комиссии входило:
- исполнение решений высшего органа Таможенного союза — межгосударственного совета на уровне глав государств и правительств;
- мониторинг исполнения международных договоров по формированию Таможенного союза;
- разработка рекомендаций для высшего органа Таможенного союза по вопросам формирования и функционирования Таможенного союза[1].

В связи с подписанием 18 ноября 2011 года договора «О Евразийской экономической комиссии» полномочия упразднённой Комиссии Таможенного союза были переданы новому наднациональному органу — Евразийской экономической комиссии.

## Состав Комиссии
Комиссия состояла из председателя и двух членов:
- Шувалов Игорь Иванович — председатель Комиссии — первый заместитель председателя правительства Российской Федерации,
- Румас Сергей Николаевич — член Комиссии — заместитель премьер-министра Республики Беларусь,
- Шукеев Умирзак Естаевич — член Комиссии — первый заместитель председателя правительства Республики Казахстан.

Голоса в Комиссии распределялись следующим образом:
- Россия - 57 %;
- Беларусь - 21,5 %;
- Казахстан - 21,5 %.

Решения принимались большинством в 2/3 голосов.

## Секретариат Комиссии
Постоянно действующим органом Таможенного союза был Секретариат Комиссии, которым руководил Сергей Юрьевич Глазьев.
Структура Секретариата Комиссии:
- административный департамент
- департамент таможенного администрирования
- департамент таможенно-тарифного и нетарифного регулирования
- департамент торговой политики
- департамент финансовой политики
- правовой департамент
- департамент статистики (Центр таможенной статистики)
- департамент политики в сфере технического регулирования, санитарных, ветеринарных и фитосанитарных мер
- научно-экспертный совет при Секретариате Комиссии Таможенного союза
- департамент по защитным мерам во внешней торговле